# Pappas flicka på hästgården

### Om bokenPappas flicka på hästgården
Den här boken är en mysig och lättläst berättelse som passar barn och unga som älskar hästar och livet på en gård. Boken handlar om en flicka som har en nära relation till sin pappa och tillsammans lever de på en hästgård där vardagen är fylld av hästar, äventyr och små utmaningar. Den tar upp viktiga värden som familj, ansvar och vänskap, och den fångar känslan av att växa upp i en miljö där djur och natur står i centrum.

### Om författaren Sophie Jahn
Sophie Jahn är en svensk författare som är känd för att skriva barn- och ungdomsböcker, ofta med teman kring djur och natur. Hon har ett särskilt fokus på hästberättelser, vilket gör henne populär bland unga hästälskare. Hennes språk är enkelt och lättillgängligt, vilket gör hennes böcker till perfekta läs val för barn som precis börjat läsa självständigt eller som vill ha engagerande och varma berättelser.
Vill du att jag tipsar om fler böcker av Sophie Jahn eller böcker i samma stil?